# San Andrés Villa Seca
San Andrés Villa Seca («San Andrés»: en honor a su santo patrono Andrés Apóstol) es un municipio del departamento de Retalhuleu, en la República de Guatemala.
Después de la Independencia de Centroamérica en 1821, Cuyotenango fue designado como sede del circuito homónimo en el distrito N.º11 (Suchitepéquez) para la impartición de justicia por el entonces novedoso sistema de juicios de jurados en el Estado de Guatemala, y San Andrés Villa Seca fue asignado a este circuito.
En 1838 pasó al Estado de Los Altos, el cual fue aprobado por el Congreso de la República Federal de Centro América en ese mismo año. En el nuevo estado hubo constantes revueltas campesinas y tensión con Guatemala, hasta que las hostilidades estallaron en 1840, y el general conservador mestizo Rafael Carrera recuperó la región para Guatemala.
Su economía se basa en la agricultura, ganadería bovina de razas finas, crianzas de equinos, porcinos y aves de corral. Como agroindustrias funcionan ingenios azucareros y procesadoras de aceites esenciales.
La fiesta de su santo patrono Andrés Apóstol  se celebra del 27 de noviembre al 1 de diciembre con eventos religiosos, sociales, culturales y deportivos.

## Geografía física

### Hidrografía
El municipio de San Andrés Villa Seca es bañado por varios ríos; entre los más importantes están: Samalá, Sis, Kilá, Oc y El Maricón. En su parte sur se localizan diecisiete lagunas, quince zanjones y el Océano Pacífico.  La más importante de las playas sobre el Pacífico es la de «El Tulate».[cita requerida]

### Clima
La cabecera municipal de San Andrés Villa Seca tiene clima tropical (Clasificación de Köppen: Aw).
| Parámetros climáticos promedio de San Andrés Villa Seca | Parámetros climáticos promedio de San Andrés Villa Seca | Parámetros climáticos promedio de San Andrés Villa Seca | Parámetros climáticos promedio de San Andrés Villa Seca | Parámetros climáticos promedio de San Andrés Villa Seca | Parámetros climáticos promedio de San Andrés Villa Seca | Parámetros climáticos promedio de San Andrés Villa Seca | Parámetros climáticos promedio de San Andrés Villa Seca | Parámetros climáticos promedio de San Andrés Villa Seca | Parámetros climáticos promedio de San Andrés Villa Seca | Parámetros climáticos promedio de San Andrés Villa Seca | Parámetros climáticos promedio de San Andrés Villa Seca | Parámetros climáticos promedio de San Andrés Villa Seca | Parámetros climáticos promedio de San Andrés Villa Seca |
| Mes                                                     | Ene.                                                    | Feb.                                                    | Mar.                                                    | Abr.                                                    | May.                                                    | Jun.                                                    | Jul.                                                    | Ago.                                                    | Sep.                                                    | Oct.                                                    | Nov.                                                    | Dic.                                                    | Anual                                                   |
| ------------------------------------------------------- | ------------------------------------------------------- | ------------------------------------------------------- | ------------------------------------------------------- | ------------------------------------------------------- | ------------------------------------------------------- | ------------------------------------------------------- | ------------------------------------------------------- | ------------------------------------------------------- | ------------------------------------------------------- | ------------------------------------------------------- | ------------------------------------------------------- | ------------------------------------------------------- | ------------------------------------------------------- |
| Temp. máx. media (°C)                                   | 32.2                                                    | 32.2                                                    | 33.8                                                    | 32.9                                                    | 32.9                                                    | 31.9                                                    | 32.1                                                    | 32.2                                                    | 30.7                                                    | 30.5                                                    | 30.6                                                    | 30.6                                                    | 31.9                                                    |
| Temp. media (°C)                                        | 25.4                                                    | 25.6                                                    | 27.4                                                    | 27.0                                                    | 27.6                                                    | 26.9                                                    | 27.1                                                    | 27.0                                                    | 26.0                                                    | 25.6                                                    | 25.3                                                    | 24.7                                                    | 26.3                                                    |
| Temp. mín. media (°C)                                   | 18.7                                                    | 19.1                                                    | 21.0                                                    | 21.1                                                    | 22.3                                                    | 22.0                                                    | 22.1                                                    | 21.8                                                    | 21.3                                                    | 20.7                                                    | 20.1                                                    | 18.8                                                    | 20.8                                                    |
| Precipitación total (mm)                                | 12                                                      | 17                                                      | 46                                                      | 130                                                     | 362                                                     | 527                                                     | 439                                                     | 419                                                     | 563                                                     | 490                                                     | 126                                                     | 23                                                      | 3154                                                    |
| Fuente: Climate-Data.org                                |                                                         |                                                         |                                                         |                                                         |                                                         |                                                         |                                                         |                                                         |                                                         |                                                         |                                                         |                                                         |                                                         |

### Ubicación geográfica
El municipio de San Andrés Villa Seca está en el departamento de Retalhuleu y sus colindancias son:
- Norte: Pueblo Nuevo, municipio del departamento de Suchitepéquez.
- Sur y este: Cuyotenango, municipio del departamento de Suchitepéquez.
- Oeste: Santa Cruz Mulúa y San Martín Zapotitlán[7]

|                                                 | Norte: Pueblo Nuevo |                      |
| Oeste: San Martín Zapotitlán y Santa Cruz Muluá |                     | Este: Cuyotenango    |
|                                                 | Sur: Cuyotenango    | Sureste: Cuyotenango |

## Gobierno municipal
Los municipios se encuentran regulados en diversas leyes de la República, que establecen su forma de organización, lo relativo a la conformación de sus órganos administrativos y los tributos destinados para los mismos.  Aunque se trata de entidades autónomas, se encuentran sujetas a la legislación nacional. Las principales leyes que rigen a los municipios en Guatemala desde 1985 son:
| N.º | Ley                                                | Descripción |
| --- | -------------------------------------------------- | --- |
| 1   | Constitución Política de la República de Guatemala | Tiene una regulación legal específica para los municipios en los artículos 253 al 262. |
| 2   | Ley Electoral y de Partidos Políticos              | Ley de carácter constitucional aplicable a los municipios en el tema de la conformación de sus autoridades electas. |
| 3   | Código Municipal                                   | Decreto 12-2002 del Congreso de la República de Guatemala. Tiene la categoría de ley ordinaria y contiene preceptos generales aplicables a todos los municipios, e inclusive contiene legislación referente a la creación de los municipios.             |
| 4   | Ley de Servicio Municipal                          | Decreto 1-87 del Congreso de la República de Guatemala. Regula las relaciones entra la municipalidad y los servidores públicos en materia laboral. Tiene su base constitucional en el artículo 262 de la constitución que ordena la emisión de la misma. |
| 5   | Ley General de Descentralización                   | Decreto 14-2002 del Congreso de la República de Guatemala. Regula el deber constitucional del Estado, y por ende del municipio, de promover y aplicar la descentralización y desconcentración económica y administrativa.                                |

El gobierno de los municipios de Guatemala está a cargo de un Concejo Municipal mientras que el código municipal —que tiene carácter de ley ordinaria y contiene disposiciones que se aplican a todos los municipios de Guatemala— establece que «el concejo municipal es el órgano colegiado superior de deliberación y de decisión de los asuntos municipales […] y tiene su sede en la circunscripción de la cabecera municipal». Por último, el artículo 33 del mencionado código establece que «[le] corresponde con exclusividad al concejo municipal el ejercicio del gobierno del municipio».
El concejo municipal se integra con el alcalde, los síndicos y concejales, electos directamente por sufragio universal y secreto para un período de cuatro años, pudiendo ser reelectos.
Existen también las Alcaldías Auxiliares, los Comités Comunitarios de Desarrollo (COCODE), el Comité Municipal del Desarrollo (COMUDE), las asociaciones culturales y las comisiones de trabajo. Los alcaldes auxiliares son elegidos por las comunidades de acuerdo a sus principios, valores, procedimientos y tradiciones, estos se reúnen con el alcalde municipal el primer domingo de cada mes. Los Comités Comunitarios de Desarrollo y el Consejo Municipal de Desarrollo tiene como función organizar y facilitar la participación de las comunidades priorizando necesidades y problemas.

## Historia

### Tras la Independencia de Centroamérica
Después de la Indepednencia de Centroamérica en 1821, Cuyotenango fue designado como sede del circuito homónimo en el distrito N.º11 (Suchitepéquez) para la impartición de justicia por el entonces novedoso sistema de juicios de jurados cuando el Estado de Guatemala se constituyó oficialmente en 1825; el circuito de Cuyotenango incluía a San Andrés Villa Seca, San Martín y San Felipe.

### El efímero Estado de Los Altos

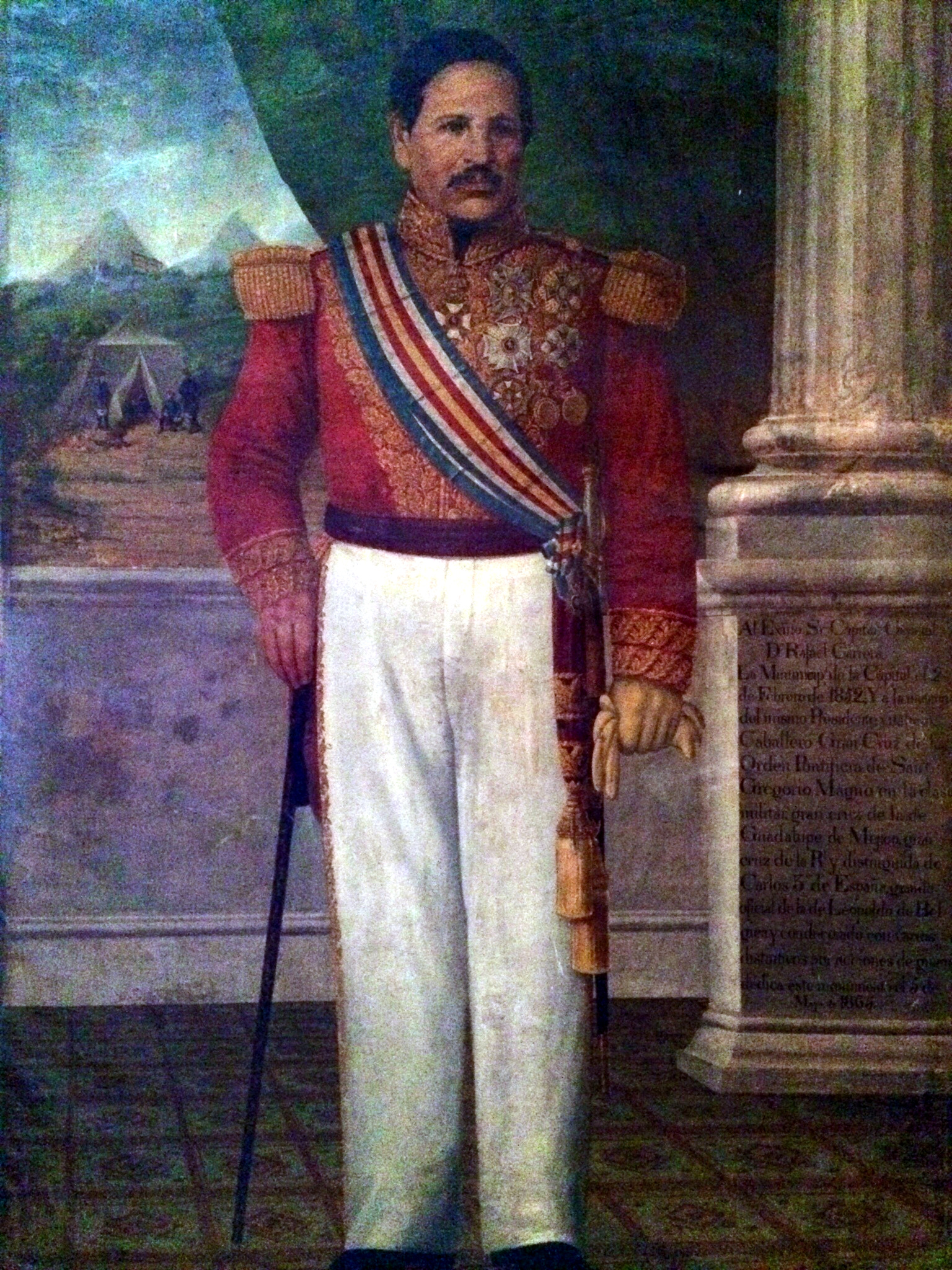
Retrato oficial del capitán general Rafael Carrera con la banda presidencial con los colores de la bandera de Guatemala instituida en 1858. En 1840 retomó por la fuerza el Estado de los Altos al que pertenecía San Andrés Villa Seca y derrotó al presidente de la República Federal de Centro América, el general hondureño Francisco Morazán.

A partir del 3 de abril de 1838, San Andrés Villa Seca fue parte de la región que formó el efímero Estado de Los Altos y que forzó a que el Estado de Guatemala se reorganizara en siete departamentos y dos distritos independientes el 12 de septiembre de 1839: 
- Departamentos: Chimaltenango, Chiquimula, Escuintla, Guatemala, Mita, Sacatepéquez, y Verapaz
- Distritos: Izabal y Petén[10]

La región occidental de la actual Guatemala había mostrado intenciones de obtener mayor autonomía con respecto a las autoridades de la ciudad de Guatemala desde la época colonial, pues los criollos de la localidad consideraban que los criollos capitalinos que tenían el monopolio comercial con España no les daban un trato justo.  Pero este intento de secesión fue aplastado por el general Rafael Carrera, quien reintegró al Estado de Los Altos al Estado de Guatemala en 1840 y luego venció contundentemente al presidente de la República Federal de Centro América, el general liberal hondureño Francisco Morazán en la Ciudad de Guatemala unos cuantos meses después.

### Demarcación política de Guatemala de 1902
En 1902, el gobierno del licenciado Manuel Estrada Cabrera publicó la Demarcación Política de la República, y en ella se describe a San Andrés Villa Seca así: «su cabecera es el pueblo del mismo nombre, a 12 km de Retalhuleu, es de un clima generalmente templado y en algunas partes caliente. Los principales cultivos son: café, caña de azúcar, cacao, maíz y frijol.  Límites: al Norte, por San Felipe; al Sur, por terrenos baldíos; al Oriente, por Cuyotenango y al Occidente, por San Martín».